# Josef Steib

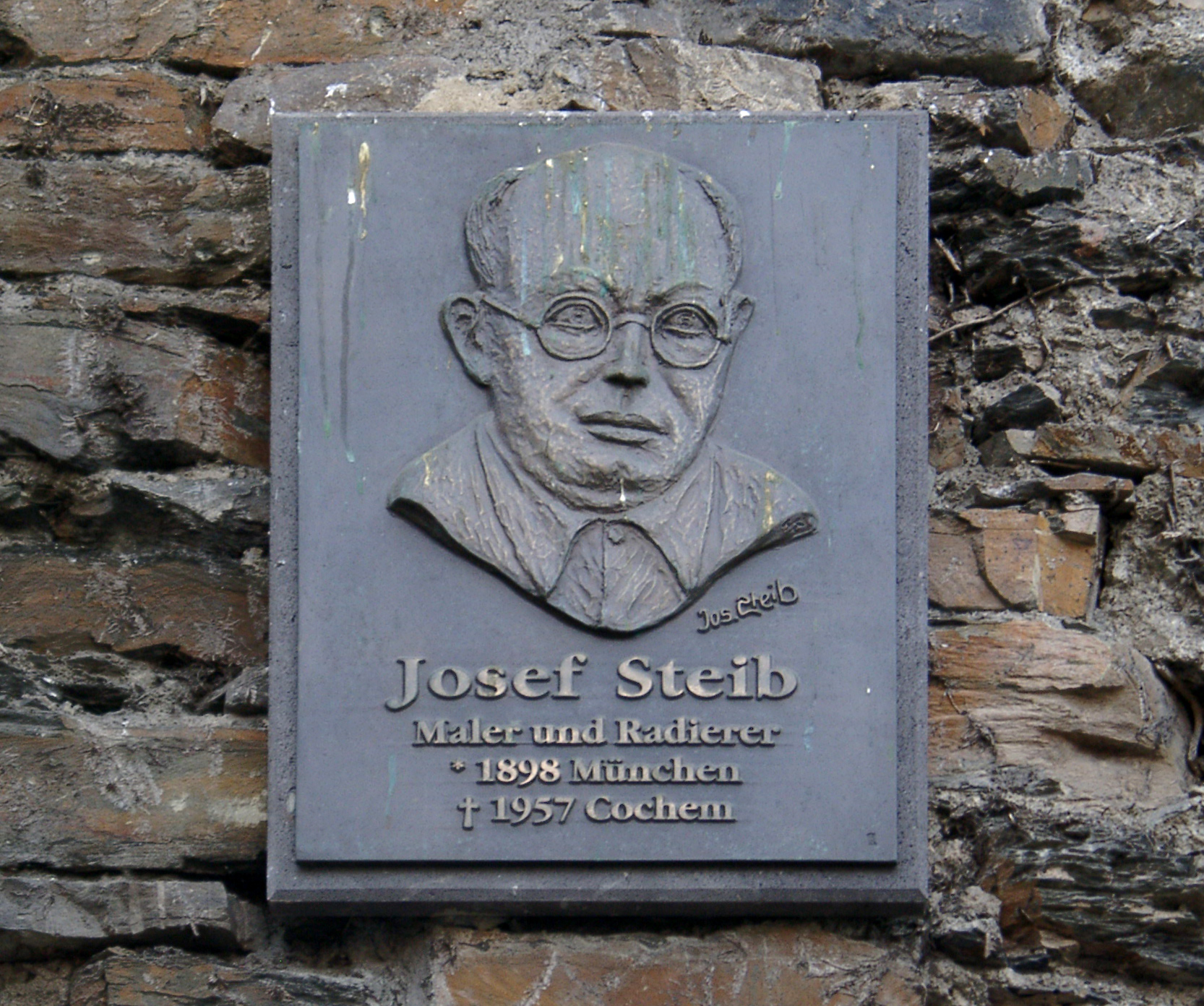
Gedenktafel in Cochem

Josef Steib (* 13. Februar 1898 in München; † 29. September 1957 in Cochem) war ein deutscher Maler und Radierer.

## Leben und Wirken
Josef Steib begann zunächst eine kaufmännische Lehre, ging aber noch vor Ausbruch des Ersten Weltkriegs  nach Düsseldorf, um Schüler bei Wilhelm Herberholz zu werden. Im Jahr 1915 ging er als Freiwilliger zur Marine. 1920 kehrte er aus dem Krieg zurück und begann 1921 als freier Schüler ein Studium an der Kunstakademie Düsseldorf. Josef Steib, so schrieb er selbst, wollte nichts anderes sein als „Maler“, weshalb er sich bei Wilhelm Herberholz das fachliche Wissen aneignete und bereits in den 20er Jahren zahlreiche Radierplatten schuf. Mitte der 20er Jahre unternahmen Josef Steib zudem verschiedene Reisen, die ihn unter anderem auch nach Italien führten, wo er im Kloster Fiesole Wandmalereien restaurierte. 1932 ließ sich Josef Steib von seiner ersten Frau scheiden. Bis 1934 lebte er weiterhin in Düsseldorf, woraufhin ihn sein Weg 1935 nach Berlin führte. Dort lernte er ein Jahr später seine Frau Brunhilde (geb. Titscher) kennen.
 Steib trat zum 1. Mai 1933 der NSDAP bei (Mitgliedsnummer 3.478.316). Er war auch Mitglied der SA und des nazistischen Frontkämpferbundes bildender Künstler.
Einige seiner früheren Arbeiten entsprachen allerdings nicht dem Kunstkanon der Nazis, und 1937 wurden in der Nazi-Aktion „Entartete Kunst“ aus der Städtischen Galerie Nürnberg und der Deutschen Graphikschau Görlitz sein Tafelbild Straßenbahnleitung (1930) und die beiden Grafiken Studienblatt und Traum eines Boxers beschlagnahmt. Die Grafiken wurden danach vernichtet. Das Tafelbild ging 1939 zur Verwertung an den Kunsthändler Bernhard A. Böhmer. Sein Verbleib ist unbekannt. Steibs künstlerischer Karriere in der NS-Zeit schadete das jedoch nicht. Es ist seine Teilnahme an 33 Ausstellungen sicher belegt. Als er von 1940 bis 1944 auf jeder Großen Deutschen Kunstausstellung in München, vor allem mit Landschaftsbildern, vertreten war, fanden seine Arbeiten bei führenden Nazis großen Anklang, und Hitler, Martin Bormann, Hermann Göring, Robert Ley, Joachim von Ribbentrop und Franz Xaver Schwarz erwarben mehrere Arbeiten.
In der Berliner Zeit verbrachte Josef Steib viele Stunden damit, im Berliner Zoo Tierstudien anzufertigen, die er auf seine Radierplatten bannte. Dieser Ort war für ihn ein Rückzugsort, wo er sich nicht nur malerisch oder zeichnerisch Themen widmete, die ihn bewegten, sondern auch Texte in ihm heranreiften, die er für ein späteres Tierbuch verwenden wollte. 1942 flüchtete das Ehepaar Steib vor dem Bombenkrieg nach Bad Frankenhausen auf das elterliche Gut seiner Frau Brunhilde. Danach führte sie der Weg über Rennertshofen nach Cochem. Ab 1948 lebte das Ehepaar Steib in Cochem an der Mosel.
Sein Œuvre umfasst Ölgemälde, Zeichnungen, Aquarelle, Radierungen und verschiedene Goldgrundarbeiten. Thematisch befasste sich Steib mit Landschaftsdarstellungen, insbesondere der Eifel, Porträts, Aktdarstellungen, Reiseansichten, Tierdarstellungen, aber auch Alltagsszenen und Stillleben. Neben diesen häufig sehr naturalistischen und teilweise impressionistisch anmutenden Arbeiten fertigte Josef Steib aber auch abstrakte Werke an. Diese bezeichnete er selbst als „metaphysische“ Arbeiten, versah sie mit langen Titeln und versuchte erklärende Texte für den Betrachter hinzuzufügen, die seine Suche nach dem höheren Selbst beschreiben. Diese Bilder malte Josef Steib im Verborgenen, für sich persönlich und brachte darin Stimmungen, Momente und seine Gedankenwelt zum Ausdruck. Später, ab 1954, ergänzte er sein Œuvre noch um Zeichnungen der Industrieanlagen für die Ruhrstahl AG der Hattinger Henrichshütte und um Zeichnungen industrieller Arbeitsabläufe.

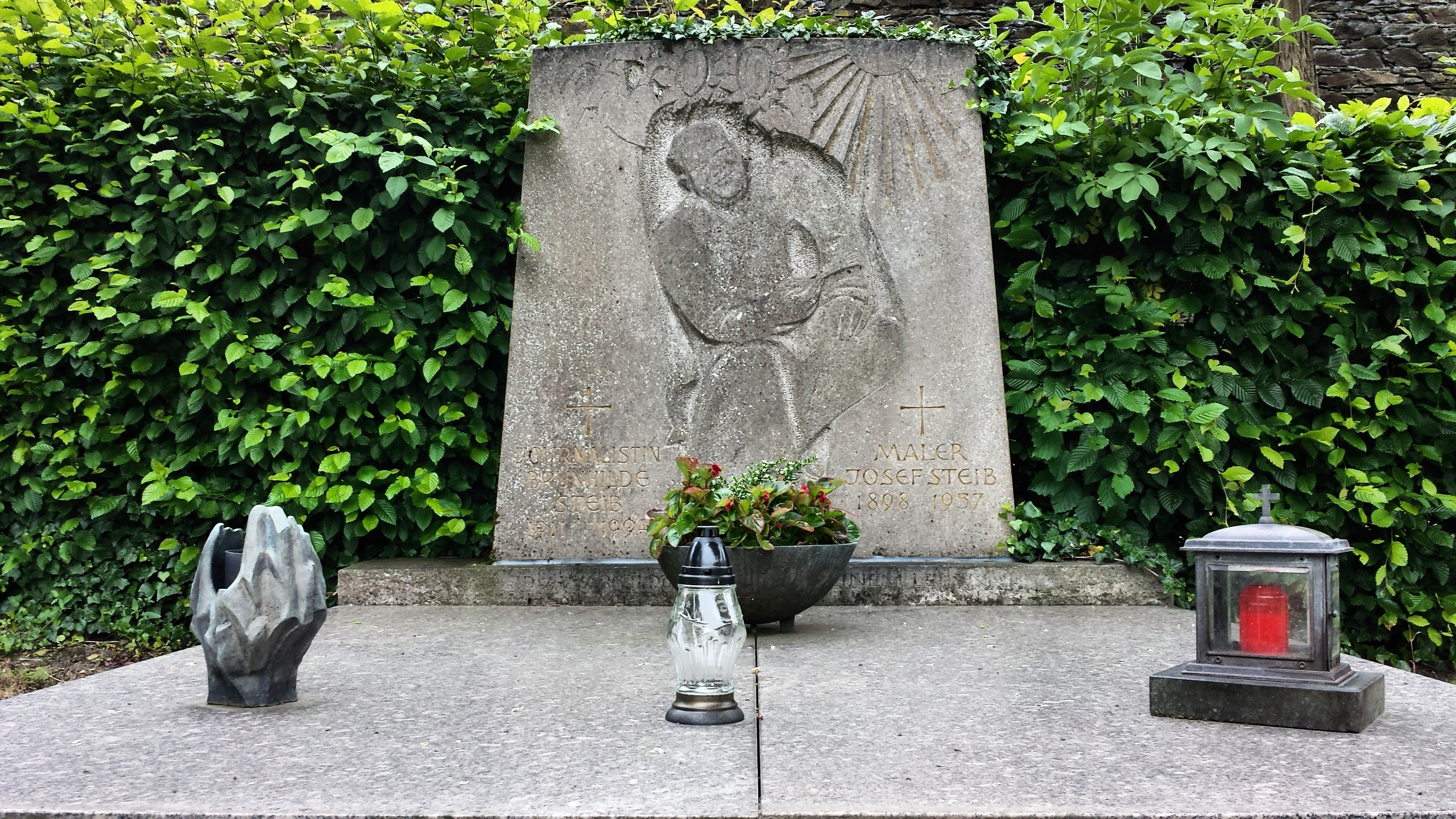
Grabstelle von Josef und Brunhilde Steib in Cochem

Steib nimmt einen Platz innerhalb der Eifel-Malerei ein und war mit seiner Frau Brunhilde in der Gemeinschaft Cochems fest verankert. Zahlreiche Radierungen und Gemälde Josef Steibs finden sich in Privathaushalten Cochems und Umgebung.

## Nachleben
Die Stiftung Rheinland-Pfalz für Kultur erbte 1997 den Nachlass von Brunhilde und Josef Steib und verwaltete ihn seitdem. Zu diesem Nachlass gehörte das ehemalige Wohnhaus des Paares mit dem Atelier des Künstlers sowie dem gesamten Bestand an dort noch vorhandenen Werken. Regelmäßig wurden in Kooperation mit dem Hotel Café Germania, der Galerie Josef Steib und der Stiftung Rheinland-Pfalz für Kultur Sonderausstellungen in Cochem veranstaltet, die die Kunst Steibs der Öffentlichkeit zugänglich machten. 2018 verkaufte die Stiftung Rheinland-Pfalz für Kultur den Nachlass Steibs für 180.000 Euro an Mitglieder der Familie des Künstlers, da die finanzielle Situation der Stiftung die notwendige Sanierung des Gebäudes und den weiteren Unterhalt nicht mehr zuließ.
Eine wissenschaftlich fundierte Bearbeitung zur Person Josef Steibs und seinem Werk steht noch aus. Verschiedene Fragestellungen, die im Zusammenhang mit bislang getätigten Recherchen der Stiftung Rheinland-Pfalz für Kultur aufgekommen sind, werden zurzeit bearbeitet und ausgewertet. Ein erstes Ergebnis dieser Recherchen war der Fund autobiographischer Notizen Josef Steibs im Jahr 2014. Die Auswertungen der nun vorliegenden Unterlagen werden dazu beitragen, verschiedene Schaffensphasen, insbesondere auch während der NS-Zeit und Steibs Mitgliedschaft in der NSDAP, detailliert zu erforschen.

## Ehrungen
Seine Wahlheimat Cochem ehrte ihn mit einer Tafel am Enderttor. Weiter wurde in Cochem ein Platz nach Steib benannt.

## Ausstellungen (Auswahl)
- 1925 Jubiläumsausstellung Düsseldorf, Mai–Oktober
- 1928 Ausstellung Deutsche Kunst Düsseldorf, Mai–Oktober
- 1929 Rheinische Sezession. Jubiläumsausstellung. Städtische Kunsthalle, 4. Mai bis 30. Juni
- 1939 und 1940 Berlin, Haus der Kunst bzw. Ausstellungsraum der AWAG („Frühjahrsausstellung des Frontkämpferbundes bildender Künstler“)
- 1940 bis 1944 alle Großen Deutschen Kunstausstellungen im Haus der Deutschen Kunst zu München
- 1942 Frühjahrsausstellung der Preußischen Akademie der Künste in Berlin
- 1942: Dresden, Räume des Sächsischen Kunstvereins auf der Brühlschen Terrasse (Kunstausstellung der SA)
- 1943 Ausstellung „Junge Kunst im Deutschen Reich“ im Wiener Künstlerhaus
- 1954 Sonderausstellung in der Galerie Schloss Benrath in Düsseldorf
- 1958 im Spandhaus in Reutlingen
- 2009 Cochem: Josef Steib als Genussmensch
- 2010 Cochem: Aktstudien
- 2010 Trier: Träumendes Wasser
- 2011 Cochem: Porträts und bedeutende Selbstporträts
- 2012 Neuburger Residenzschloss: Porträts und bedeutende Selbstporträts
- 2012 Cochem: Reisebilder mit Schwerpunkt Afrika
- 2013/14 Cochem: Ich… – Die Metamorphosen des Josef Steib
- 2015: Tierdarstellungen im Werk Josef Steibs

## Auszeichnungen
- 1932 Albrecht-Dürer-Preis